# Bjelovarsko-križevačka županija
 Ovo je članak o povijesnoj Bjelovarsko-križevačkoj županiji iz vremena Trojedne Kraljevine Hrvatske, Slavonije i Dalmacije. Za suvremene županije vidi: Bjelovarsko-bilogorska županija i Koprivničko-križevačka županija.
Bjelovarsko-križevačka županija (mađ. Belovár-Kőrös vármegye) ime je povijesne županije u Kraljevini Hrvatskoj i Slavoniji unutar Zemalja Krune sv. Stjepana nakon Hrvatsko-ugarske nagodbe. Obuhvaćala je sjevernu Hrvatsku, a središte joj je bilo u Bjelovaru.

## Zemljopis
Bjelovarsko-križevačka županija graničila je sa Šomođskom županijom u ugarskom kraljevstvu, Virovitičkom, Požeškom, Varaždinskom i Zagrebačkom županijom u Hrvatsko-slavonskom kraljevstvu. Njezinu sjevernu granicu činila je rijeka Drava, a oko 1910. površina joj je obuhvaćala 5.048 km2.

## Povijest
Varaždinski generalat Vojne krajine razvojačen je 1. kolovoza 1871. godine kada je osobni izaslanik cara i kralja Franje Josipa I., austrijski general Rossenzweig, predao dotadašnju vojnu upravu grada Bjelovara krajiškom pukovniku upravne struke Ivanu Trnskom. Tim je činom ovo područje postalo sastavnim dijelom građanske Hrvatske. Istodobno je zaživjela i nova hrvatska županija - Bjelovarska županija. Ivan Trnski imenovan je privremenim upraviteljem novoosnovane županije, dužnost koju će obnašati do svog odlaska u Zagreb 1872. godine odnosno nakon smjene od mađarskih faktora. Za vrijeme župovanja njezina prvog župana grofa Roberta Oršića Slavetićkog, županija 1872. godine dobiva svoj prvi grb.
Na temelju Zakona o uređenju uprave i ustrojstva županija 1886. godine dolazi do spajanja Bjelovarske i Križevačke županije, koja je zasigurno postojala već u 15. stoljeću (lat. Comitatus Crisiensis). Tako nastaje Bjelovarsko-križevačka županija, koja je obuhvaćala sljedeće kotarske oblasti: Bjelovar, Đurđevac, Garešnica, Grubišno Polje, Koprivnica, Kutina, Križevci, Križ i Gradska poglavarstva: Bjelovar, Koprivnica i Križevci.
1918., nakon što je Hrvatska raskinula državno pravne veze s Austrijom i Mađarskom i postala dijelom Kraljevine SHS, i područje ove županije slijedi sudbinu Hrvatske. Bjelovarsko-križevačka županija bila je najmnogoljudnija i najveća županija u Hrvatskoj. Uredbom o oblastima iz 1922. ona je nestala s karte i njezini su dijelovi ušli u Osječku i Zagrebačku oblast te su se našli na periferiji obje oblasti, što je imalo za posljedicu da su bili često zapostavljani, a potrebe naroda zaboravljane. Ukinuta je dotadašnja višestruka uloga Bjelovara u tom dijelu Hrvatske. Slično se dogodilo i Varaždinu, jer je i Varaždinska županija ukinuta.
Zakonom od 26. travnja 1922. godine izvršena je nova administrativno-politička reorganizacija vlasti, ali je Bjelovarsko-križevačka županija prestala s radom tek 1924. i prelazi u nadležnost, većim dijelom Osječkoj oblasti, a manjim dijelom Zagrebačkoj oblasti.

### Popis velikih župana
Djelokrug županije bio je veoma ograničen iz razloga što je sve važnije odluke morala odobriti Zemaljska vlada u Zagrebu. Na čelu županije bio je župan kojeg bira ban, a njemu su podređeni podžupan, tajnik, perovođa i županijski dužnosnici nadležni za određene vrste poslova i to županijski inženjer s pristavama, županijski školski nadzornici, županijski šumski nadzornik, županijski liječnik, županijski veterinar i županijski pisar.
Po djelu Željka Karaule "Veliki župani bjelovarski 1872./1924. – 1941./1945.":
- Ivan Trnski (1871. – 1872.) - privremeni upravitelj županije
- Robert Oršić Slavetićki (1872. – 1875.)
- Ljudevit pl. Reizner (1875. – 1878.)
- Lazar Davidović (1878. – 1884.)
- Budislav pl. Budisavljević-Priedorski (1884. – 1889.)
- Radislav Rubido-Zichy (1889. – 1893.)
- Milutin pl. Kukuljević-Sakcinski (1893. – 1904.)
- Teodor Georgijević (1904. – 1910.)
- Gjuro Dedović (1910. – 1914.)
- Teodor Bošnjak (1914.)
- Vladimir Treščec-Branjski (1914. – 1915.)
- Ladislav pl. Labaš-Blažekovečki (1915. – 1918.)
- Gavro Gojković (1918.)
- Matija Lisičar (1919.)
- Luka Šoški (1919. – 1920.)
- Petar Zrelec (1921. – 1924.)

## Stanovništvo
Prema popisu iz 1910. županija je imala 332.592 stanovnika, a po jeziku kojim je govorilo podijeljeno je ovako:
- hrvatski jezik: 253.687
- srpski jezik: 44.533
- mađarski jezik: 14.224
- njemački jezik: 4.235

## Upravna podjela
Početkom 20. stoljeća županija je bila podijeljena na sljedeće kotareve:
| Kotarevi            | Kotarevi       |
| Kotar               | Središte       |
| ------------------- | -------------- |
| Bjelovar            | Bjelovar       |
| Čazma               | Čazma          |
| Garešnica           | Garešnica      |
| Gjurgjevac          | Đurđevac       |
| Grubišno Polje      | Grubišno Polje |
| Koprivnicia         | Koprivnica     |
| Križevci            | Križevci       |
| Kutina              | Kutina         |
| Municipalni gradovi |                |
| Bjelovar            |                |
| Koprivnica          |                |
| Križevci            |                |

## Za daljnje čitanje
- Mira Kolar-Dimitrijević: Ukinuće Bjelovarsko-križevačke županije i kako je to područje prošlo u vrijeme djelovanja Osječke i Zagrebačke oblasne skupštine 1927. i 1928. godine
- Karaula, Ž. (2008). „30 dana što su potresli Bjelovar“ - Odbor Narodnog vijeća Bjelovara tokom studenog 1918. godine. Radovi Zavoda za znanstveni rad Varaždin, (19), 251-274.